# Заслужений металург України
Заслужений металург України  — державна нагорода України — почесне звання України, яке надається Президентом України відповідно до Закону України «Про державні нагороди України». Згідно з Положенням про почесні звання України від 29 червня 2001 року, це звання присвоюється:
|  | спеціалістам та працівникам підприємств, об'єднань, організацій, науково-дослідних і проектних інститутів, конструкторських бюро і лабораторій чорної і кольорової металургії за значні успіхи у виконанні виробничих завдань, ефективну господарську діяльність, упровадження у виробництво новітніх досягнень науки і техніки |